# Ката-Тьюта
Ката-Тьюта (англ. Kata Tjuta) — гора в Австралії. Висота гори — 1066 метрів над р.м., відносна висота над рівниною — 546 метрів. Інша назва гори — Ольга (Olga). Ката-Тьюта знаходиться приблизно за 50 км від Улуру і складається з 36 масивних округлих скель і безлічі ущелин і долин. Ката-Тьюта мовою аборигенів означає «багато голів». По Ката-Тьюта проходять маршрути «Долина Вітрів» і «Ущелина Ольга».

## Назва гори
Назву «Гора Ольга» дав Ернст Джайлз у 1872 році на прохання барона Фердинанда фон Мюллера на честь Ольги Вюртемберзької, дочки російського царя Миколи I. Вона та її чоловік Карл I (король Вюртемберга) минулого року відзначили 25-річчя свого весілля. Таким чином барон хотів віддячити за надані милості.
15 грудня 1993 року було прийнято політику подвійного найменування, завдяки чому офіційна назва могла складатися з обох, як традиційної, корінної назви, так і англійської назви. В результаті гора Ольга була перейменована в «гора Ольга/Ката-Тьюта». 6 листопада 2002 року, за запитом з регіональної асоціації туризму, подвійне найменування було офіційно змінене на «Ката-Тьюта/гора Ольга».

## Геологічне розташування
Регіон Ката-Тьюта розташований в басейні озера Амадіус, інтракратонічний басейн якого утворився в Аделаїдський період, приблизно 850—800 мільйонів років тому. Упродовж гороутворення Петермана, близько 550 мільйонів років тому, відбулася подія, відома як рух Вудрофа (англ. Woodroff Thrust), переміщення гранулітової фації порід на північ над дрібною метаморфічною породою. Відтак ерозія утворення призвела до утворення моласи, або осадження передньої частини зростаючих гір; в цьому випадку гороутворення Петермана створило поклад, відомий як конгломерат Маунт Керрі (англ. the Mount Currie Conglomerate). Конгломерат Маунт Керрі складається переважно з базальту, порфіру, граніту, гнейсу і вулканічних порід зі структурою, що складається з кутового кварцу, мікрокліну, ортоклазу та інших мінералів.
Як Улуру, так і Ката-Тьюта складаються з осадових порід, що виникли у конгломераті Маунт Керрі, й обидві мають хімічний склад, що схожий на граніт.

## Духовна значимість
Багато ритуалів проводилося і проводиться у цьому місці. Одною з колишніх церемоній були публічні покарання у надзвичайно жорстких формах, включаючи смерть.

## Доступність
Один із способів потрапити на Ката-Тьюта — від аеропорту Еерс-Рок проїхати 55 км на південь, далі на захід. Відвідувачам необхідно сплатити квиток в розмірі 25 австралійських доларів з особи. Також можна їхати від Аліс-Спрингс, це 500 км по шосе Ласетер та Стюарт, близько 4,5 годин їзди.

## Галерея

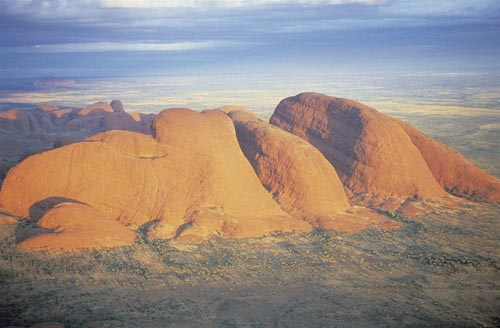
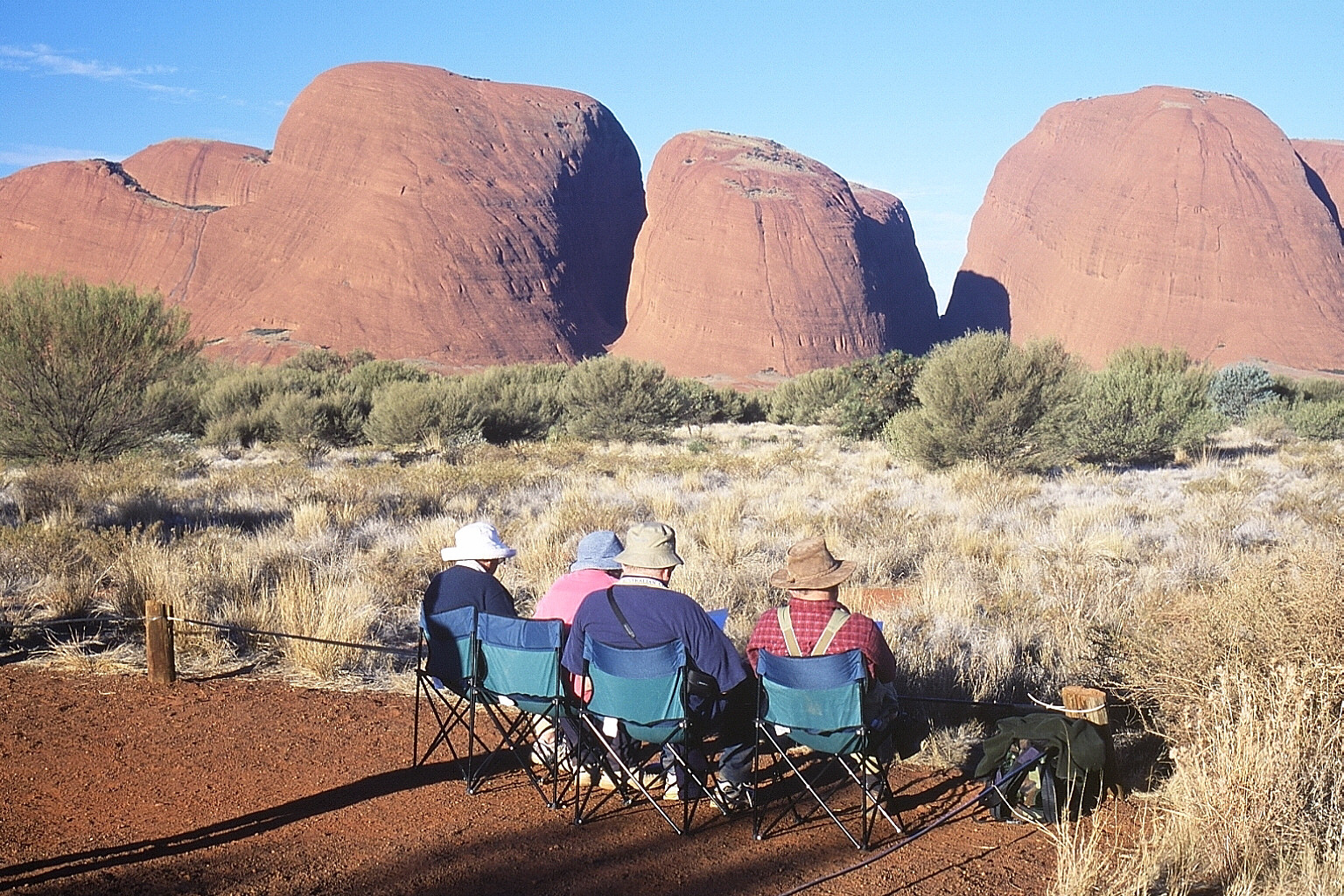
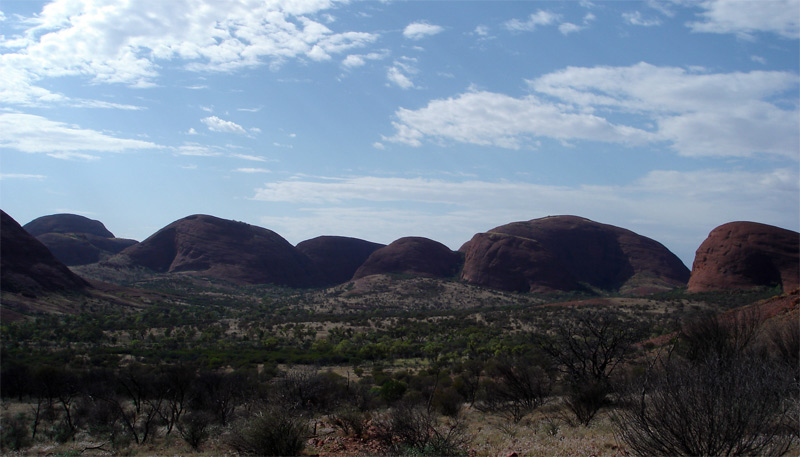
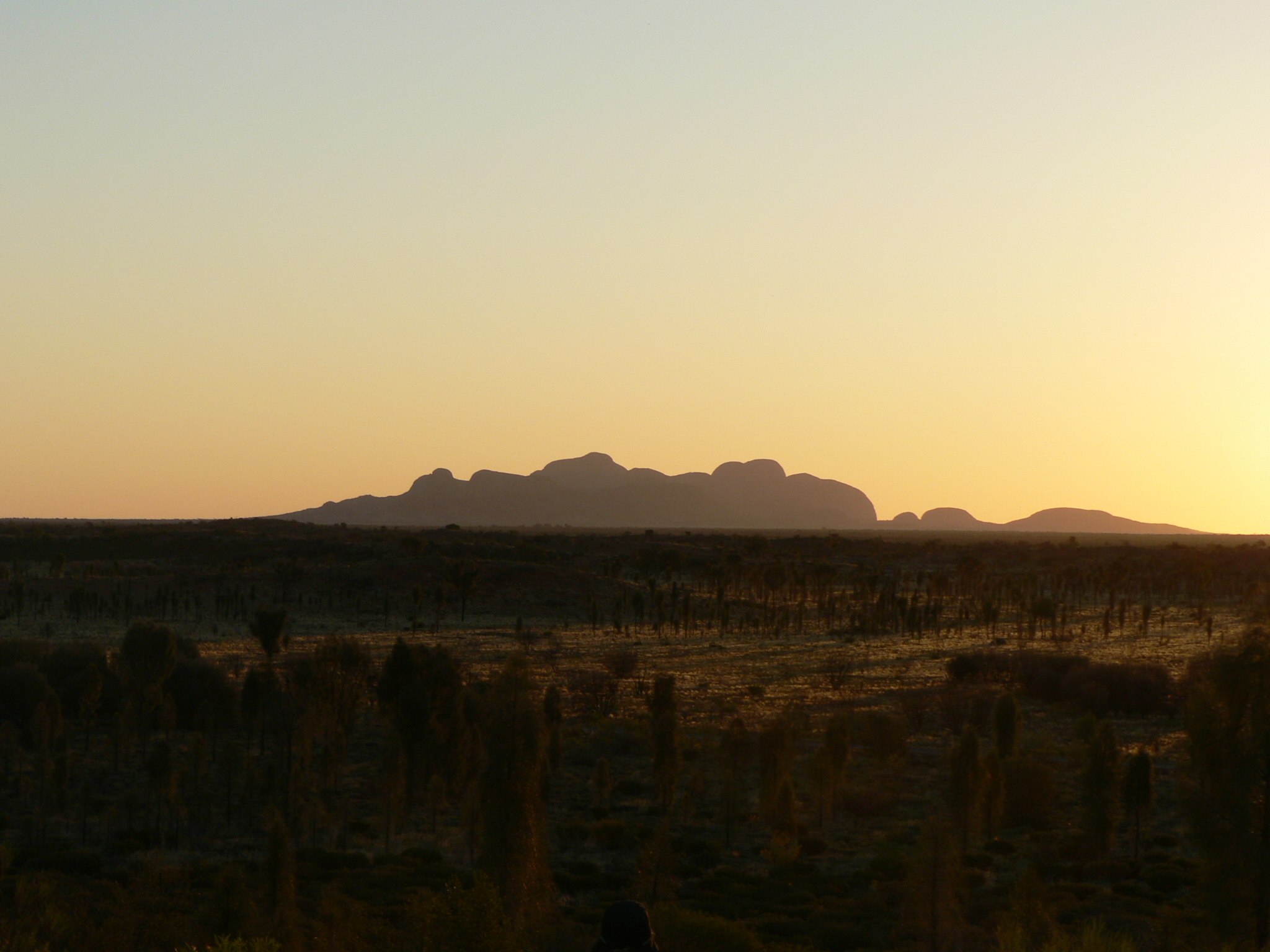

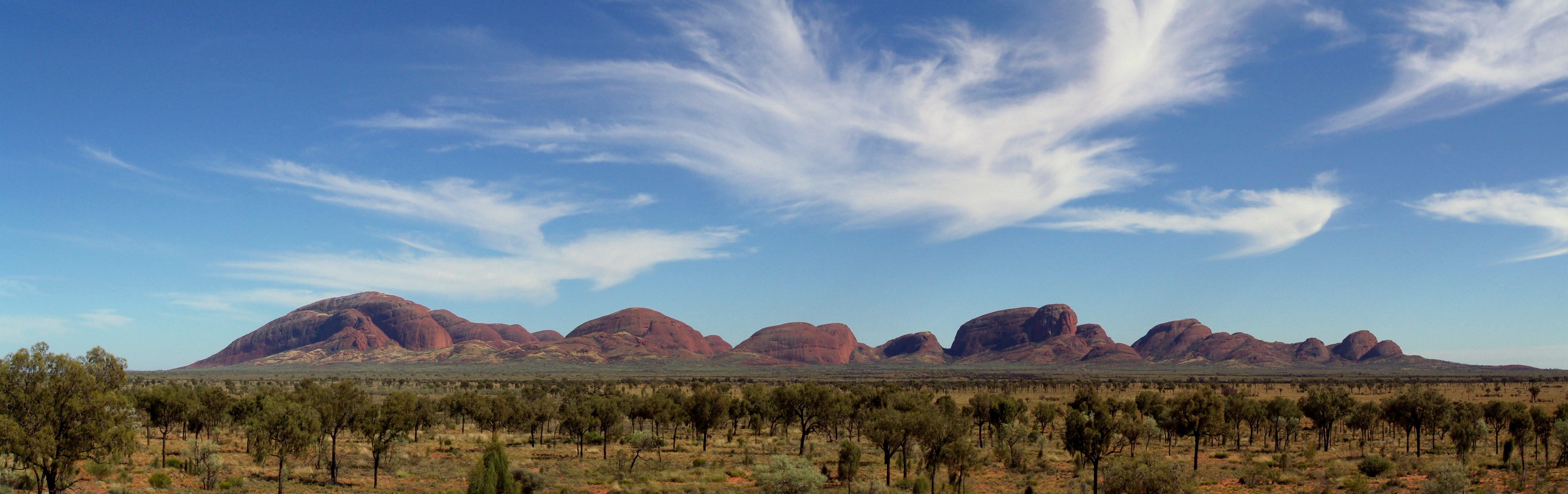
Панорама гори

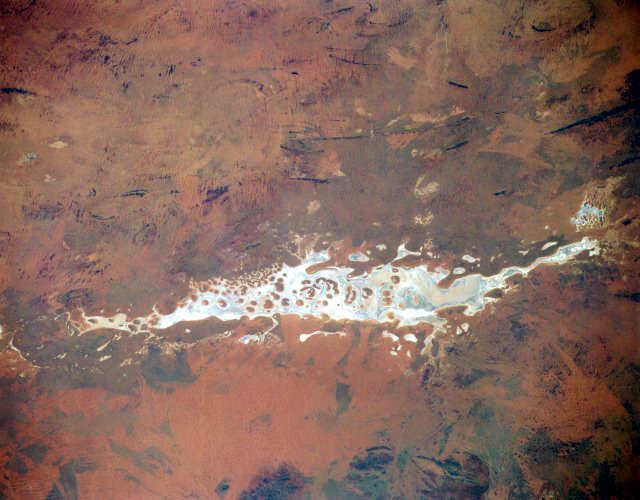
Озеро Амадіус